# Zamach stanu w Burundi (1965)
Zamach stanu w Burundi (1965) – nieudana próba obalenia burundyjskiej monarchii, podjęta 19 października 1965 przez grupę oficerów armii i żandarmerii wywodzących się z grupy etnicznej Hutu.
Hutu stanowili najliczniejszą grupę etniczną w Burundi, lecz większość kluczowych stanowisk państwowych pozostawała tradycyjnie w rękach mniejszości Tutsi. Jesienią 1965 grupa radykalnych oficerów Hutu podjęła próbę obalenia króla Mwambutsy IV oraz zdominowanego przez jego zauszników rządu. Pucz zakończył się jednak niepowodzeniem, co dało kontrolowanej przez Tutsi armii pretekst do rozprawy z przywódcami politycznymi Hutu i przejęcia władzy w państwie. Z kolei na prowincji wieści o zamachu na monarchę doprowadziły do wzajemnych pogromów na tle etnicznym, których ofiarą padło kilka tysięcy osób.

## Tło społeczno-historyczne
Burundi, podobnie jak sąsiednia Rwanda, stanowiło przez pewien czas kolonię Cesarstwa Niemieckiego (1889–1918), by po zakończeniu I wojny światowej przejść pod administrację Belgii – najpierw jako terytorium mandatowe Ligi Narodów, później natomiast jako terytorium powiernicze ONZ (1918–1962). Oba państwa uzyskały niepodległość 1 lipca 1962 roku. Zarówno Burundi, jak i Rwandę, charakteryzuje dualistyczna struktura etniczna. Największą grupę etniczną stanowią tam bowiem Hutu (ok. 80%–90%), podczas gdy na drugim miejscu plasują się Tutsi. Oba państwa zamieszkuje także niewielka liczba pigmejów Twa. W ślad za belgijskimi szacunkami z lat 30. XX wieku większość źródeł podaje zazwyczaj, iż Burundi zamieszkuje kolejno: 85% Hutu, 14% Tutsi oraz 1% Twa. Do Tutsi – w szczególności na obszarach dzisiejszej Rwandy – należała władza oraz szereg związanych z nią przywilejów. Pomiędzy obiema grupami panowały powiązania typu klientelistycznego.
Przez wieki Hutu i Tutsi żyli ze sobą w relatywnej zgodzie. Nierówności społeczne, a w ślad za nimi podziały etniczne, uległy jednak zaostrzeniu w okresie rządów kolonialnych (czynnika tego nie należy jednak przeceniać). Niemcy i Belgowie faworyzowali bowiem Tutsi, powierzając im niższe stanowiska w administracji kolonialnej. Jednocześnie na miejscową ludność nakładano rozmaite obciążenia (praca przymusowa, kontyngenty, podatki itp.), co znacznie zwiększyło antagonizmy występujące jeszcze przed przybyciem Europejczyków. Ponadto Belgowie jako pierwsi wprowadzili dokumenty tożsamości zawierające informacje o przynależności etnicznej. W Rwandzie narastające antagonizmy etniczne doprowadziły ostatecznie do wybuchu krwawego powstania ludowego, które obaliło tamtejszą monarchię Tutsi (1959–1962). W rezultacie Rwanda rozpoczęła niepodległy byt jako zdominowana przez Hutu republika, w której Tutsi padali ofiarą dyskryminacji oraz krwawych prześladowań.
Początkowo wydawało się, iż w Burundi będzie możliwe uzyskanie modus vivendi pomiędzy Hutu a Tutsi. Społeczna hierarchia oraz podziały etniczne były tam bowiem o wiele mniej sztywne i znacznie bardziej skomplikowane niż w sąsiedniej Rwandzie. Szczególne znaczenie miał zwłaszcza fakt, iż w Burundi istniała unikalna oligarchiczna warstwa ganwa, która z czasem wykształciła się w osobną grupę etniczną i stała na samym szczycie społecznej hierarchii. O ile więc Rwanda była w okresie prekolonialnym państwem silnie scentralizowanym, a władza tamtejszego monarchy była jednoznacznie utożsamiana z dominacją Tutsi, o tyle w Burundi realną władzę sprawowali „książęta krwi”, podczas gdy monarcha (mwami) już od lat 50. XIX wieku pełnił rolę primus inter pares. W efekcie życie polityczne Burundi w okresie kolonialnym oraz u progu niepodległości nie było zdominowane przez antagonizmy etniczne, lecz przez zaciekłą rywalizację dwóch klanów ganwa – Bezi i Batare. Owe rywalizujące o władzę frakcje były zmuszone szukać poparcia zarówno wśród Tutsi, jak i wśród Hutu. Burundyjski mwami także czerpał znaczną część swojej legitymizacji z symbolicznego utożsamiania się ze swoimi poddanymi Hutu, dzięki czemu cieszył się przez długi czas bezdyskusyjnym szacunkiem oraz stanowił symbol jednoczący państwo.

## Narastanie antagonizmów etnicznych

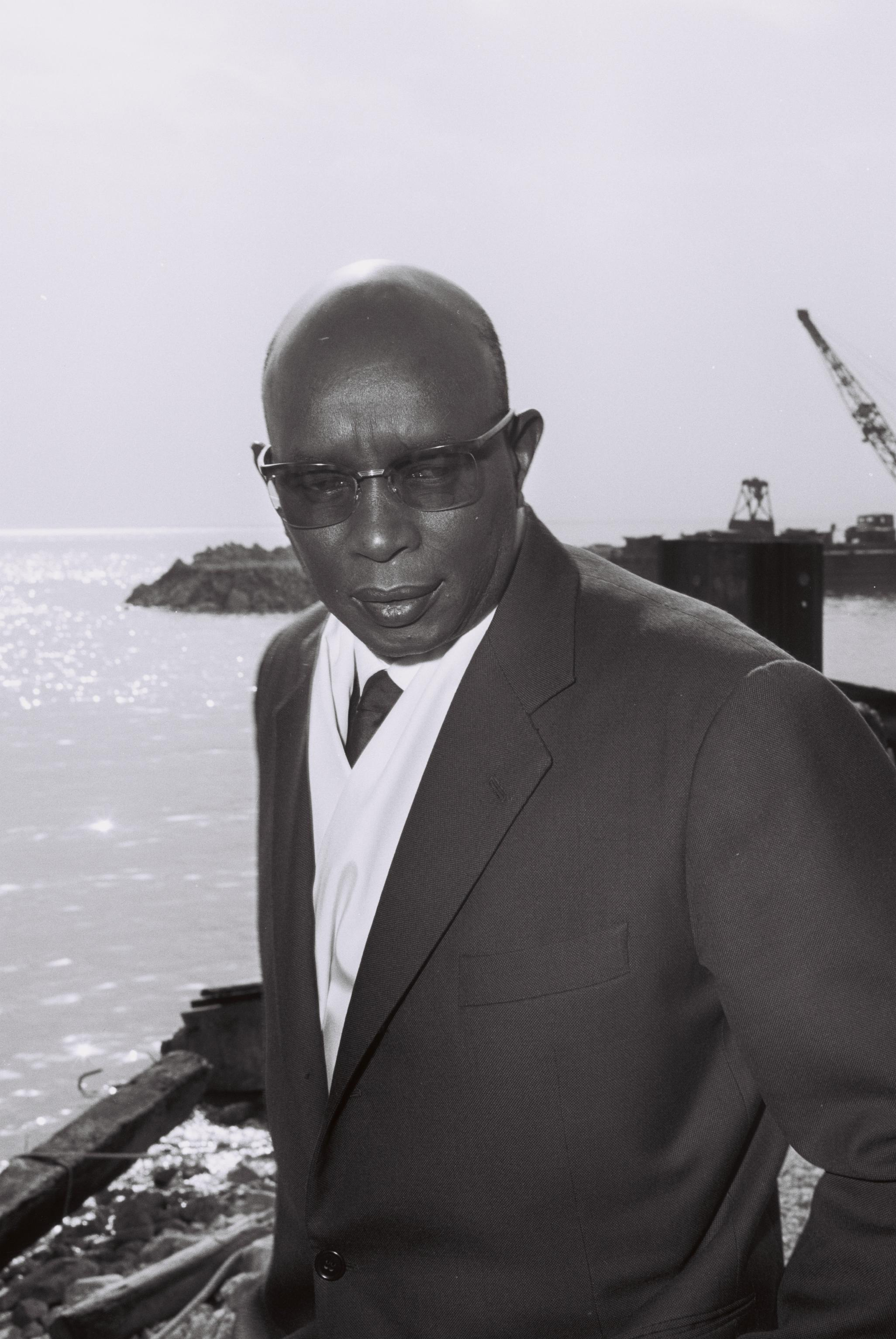
Mwami Mwambutsa IV

Ruch niepodległościowy, który narodził się w Burundi po zakończeniu II wojny światowej propagował hasła jedności ponadplemiennej. Wyrazicielem idei narodowowyzwoleńczych stała się przede wszystkim głosząca hasła nacjonalistyczne i postępowe Partia Jedności i Postępu Narodowego Burundi (Parti de l’Union et du Progrès National – UPRONA). W jej szeregach znaleźli się przedstawiciele obu największych grup etnicznych. Na czele partii stał natomiast charyzmatyczny książę Louis Rwagasore, najstarszy syn panującego monarchy Mwambutsy IV, ganwa z klanu Bezi. W wyborach parlamentarnych przeprowadzonych we wrześniu 1961 UPRONA odniosła miażdżące zwycięstwo, uzyskując 80% poparcie i zdobywając 58 z 64 miejsc w parlamencie. Misję tworzenia rządu otrzymał Rwagasore. 13 października 1961 książę został jednak zamordowany przez greckiego zabójcę wynajętego przez przywódców konkurencyjnej Parti Démocrate Chrétien (PDC). Śmierć Rwagasore nie tylko pozbawiła kraj charyzmatycznego i cieszącego się szerokim poparciem przywódcy, lecz również zaprzepaściła ponadetniczny konsensus zbudowany przez niego w okresie walki o niepodległość. W międzyczasie wieści o krwawej rewolucji w sąsiedniej Rwandzie spowodowały wzrost antagonizmów etnicznych w Burundi. Elity Tutsi panicznie obawiały się bowiem możliwości powtórzenia się rwandyjskiego scenariusza, podczas gdy politycy Hutu uświadomili sobie, że szerzenie idei republikańskich może im umożliwić uzyskanie pełnej i niepodzielnej władzy w państwie. Destabilizujący wpływ na sytuację w Burundi miał zwłaszcza napływ blisko 50 tys. uchodźców Tutsi z Rwandy, którzy podsycali wrogość wobec Hutu wśród swoich burundyjskich pobratymców. Aspiracje Hutu podsycała z kolei szykująca się do odejścia belgijska administracja kolonialna.
14 stycznia 1962, a więc na pół roku przed oficjalnym uzyskaniem niepodległości, doszło do krwawych zamieszek w jednej z dzielnic Bużumbury, Kamenge. Bojówkarze należący do młodzieżowej organizacji UPRONA, tzw. Jeunesse Nationaliste Rwagasore (JNR), dokonali szeregu napadów na członków zdominowanej przez Hutu Parti du Peuple oraz powiązanego z nią związku zawodowego Syndicats Chrétiens. Zginął wówczas m.in. przywódca obu tych organizacji, Jean Nduwabike. Pogrom w Kamenge wzburzył wywodzących się z Hutu polityków UPRONA, co w połączeniu z wcześniejszą śmiercią Rwagasore postawiło partię w kryzysie. Jeszcze przed końcem 1962 roku klub parlamentarny UPRONA podzielił się na frakcję Hutu („Monrovia”) i frakcję Tutsi („Casablanca”). Walczący o władzę i związane z nią przywileje politycy coraz częściej odwoływali się do kwestii etnicznych, aby uzyskać w ten sposób społeczne poparcie.
W związku z kryzysem w rządzącej partii oraz wynikającym z niego paraliżem prac rządu, kluczowym czynnikiem w życiu politycznym Burundi stała się monarchia. W połowie 1963 roku Mwambutsa IV przejął szereg uprawnień należących dotąd do premiera i rady ministrów. Mwami starał się balansować pomiędzy stronnictwami reprezentującymi rywalizujące grupy etniczne. Jednocześnie powierzył szereg kluczowych stanowisk rządowych członkom swojego macierzystego klanu ganwa (Bezi). Z powodu zaszłości kolonialnych Tutsi utrzymali jednak w swoim ręku większość najważniejszych stanowisk w armii i administracji. Sytuację w państwie komplikowały dodatkowo zagraniczne ingerencje. Rywalizujące mocarstwa aktywnie poszukiwały bowiem sojuszników wśród miejscowych ugrupowań politycznych. Szczególnie aktywna była pod tym względem dyplomacja Chińskiej Republiki Ludowej, dążąca do uczynienia z Burundi swoistego przyczółka, z którego wspierane byłyby lewicowe partyzantki w sąsiednim Kongu. Akredytowani w Bużumburze chińscy dyplomaci nawiązali bliskie stosunki z elitami Tutsi. Na początku stycznia 1965 zaniepokojony prochińską polityką rządu monarcha wycofał swoje poparcie dla wywodzącego się z Tutsi premiera Albina Nyamoyi. Nowym szefem rządu został mianowany Pierre Ngendandumwe – polityk UPRONA, z pochodzenia Hutu. Kilka dni po objęciu urzędu Ngendandumwe został jednak zamordowany przez uchodźcę Tutsi z Rwandy. 
Mwami podjął wówczas decyzję o rozpisaniu wyborów parlamentarnych. Odbyły się one w maju 1965 i przyniosły zwycięstwo kandydatom Hutu, którzy zdobyli 23 z 33 miejsc w Zgromadzeniu Narodowym. Ku zaskoczeniu i rozgoryczeniu Hutu monarcha powierzył jednak stanowisko premiera swojemu zaufanemu doradcy, Léopoldowi Biha (ganwa). W nowym rządzie Hutu otrzymali siedem tek ministerialnych; Tutsi przypadły trzy. Mwami przeprowadził jednocześnie godzącą w interesy Hutu reformę samorządową, która zmniejszyła liczbę gmin z 181 do 78, a wybieralnych burmistrzów (zazwyczaj Hutu) zastąpiła funkcjonariuszami mianowanymi przez monarchę.

## Próba zamachu stanu
Wczesnym rankiem 19 października 1965 grupa oficerów armii i żandarmerii przybyła do domu Bihy. Niczego nie spodziewającego się premiera wywabiono z budynku, po czym potraktowano salwą kul z najbliższej odległości. Biha, choć ciężko ranny, przeżył zamach. Przekonani o jego śmierci puczyści udali się natomiast do pałacu monarchy. Na miejscu błyskawicznie zastrzelili trzech strażników, lecz pozostali członkowie osobistej ochrony mwamiego stawili im nadspodziewanie zaciekły opór. W międzyczasie powiązani ze spiskiem oficerowie wysłali do pałacu oddział żandarmerii, fałszywie informując przy tym swoich podwładnych, że ich zadaniem będzie ocalenie życia monarchy. Na miejscu żandarmi szybko zorientowali się, że padli ofiarą podstępu. Do pałacu dotarł także oddział żołnierzy lojalnych wobec monarchy, dowodzony przez kapitana Michela Micombero. Wzięci w krzyżowy ogień puczyści zostali zmuszeni do kapitulacji. W tym samym czasie w jednym z dwóch stołecznych garnizonów wojskowych żołnierze Hutu zbuntowali się przeciw oficerom Tutsi. Dopiero rankiem następnego dnia lojalni wobec rządu żołnierze, którymi dowodził kapitan Paul Rusiga, zdołali odzyskać kontrolę nad koszarami. Wcześniej jednak przerażony zamachem monarcha uciekł z pałacu, po czym schronił się w mieście Uvira na terytorium sąsiedniego Konga.
Wobec ucieczki monarchy władzę w państwie przejął nieformalny rząd tymczasowy, w którego składzie znaleźli się wojskowi, politycy UPRONA, członkowie JNR – w większości Tutsi. Postanowili oni wykorzystać nieudany pucz jako pretekst do przeprowadzenia zakrojonej na szeroką skalę czystki, mającej na celu eliminację warstwy przywódczej Hutu. 21 października na stadionie w Bużumburze rozstrzelano 38 oficerów i podoficerów Hutu. Cztery dni później w ten sam sposób stracono dziewięciu funkcjonariuszy żandarmerii, w tym czterech oficerów. Z kolei 28 października przed plutonem egzekucyjnym stanęło dziesięciu liderów politycznych Hutu. W kolejnych tygodniach improwizowane trybunały wojskowe wydały 86 wyroków śmierci. W gronie straconych znaleźli się m.in.: Emile Bucumi (przewodniczący Zgromadzenia Narodowego), Paul Mirerekano (wiceprzewodniczący Zgromadzenia Narodowego), Sylvestre Kalibwami (przewodniczący Senatu), Paul Nibirantiza (przewodniczący opozycyjnej Parti du Peuple), Pierre Burarume (były minister gospodarki), Gervais Nyangoma (dyrektor generalny w urzędzie prezesa rady ministrów), Ignace Ndimanya (senator), Bernard Niyirikana (szef gabinetu ministra gospodarki).
W wyniku czystki elita polityczna Hutu została w znacznej mierze wymordowana. Dążąc do zwiększenia kontroli nad armią oficerowie Tutsi dokonali także egzekucji setek szeregowych żołnierzy Hutu. O ile przed zamachem stanu aż 1000 z blisko 1200 żołnierzy burundyjskiej armii wywodziło się z Hutu, o tyle po czystkach z 1965 przewaga Tutsi w szeregach sił zbrojnych systematycznie rosła.

## Masakry na prowincji
Na obszarach prowincjonalnych wieści o nieudanym puczu spowodowały liczne pogromy na tle etnicznym. Fala przemocy dotknęła w szczególności prowincję Muramvya, matecznik najbardziej radykalnych polityków Hutu. Bojówki Hutu – podburzone fałszywymi pogłoskami jakoby Tutsi usiłowali zabić monarchę – napadały na wioski i gospodarstwa Tutsi, dokonując mordów i podpaleń. Prawdopodobnie z rąk bojówkarzy Hutu zginęło wówczas około 500 Tutsi.
Działania bojówek spotkały się z krwawym odwetem. Gubernator Tharcisse Ntavyibuha (Tutsi z klanu Hima) zorganizował akcję „przywracania pokoju i porządku”, w czasie której ludność Hutu była masowo mordowana przez wojsko oraz „oddziały samoobrony” (złożone najczęściej z członków JNR). Wiele osób zostało także aresztowanych i osadzonych w miejscowych więzieniach, gdzie panowały warunki, które Międzynarodowy Komitet Czerwonego Krzyża określił słowami „nie do uwierzenia”. Między 7 a 13 listopada 1965 w samym tylko mieście Muramvya przeprowadzono ponad 200 egzekucji. W tamtejszym więzieniu, przeznaczonym pierwotnie dla ok. 90 więźniów, osadzono blisko 900 Hutu. 14 listopada 1965, gdy grupa Hutu podjęła próbę ucieczki, strażnicy zastrzelili 92 osoby. Do stycznia 1966 kolejnych 100 więźniów zmarło na skutek fatalnych warunków i złego traktowania. Łączna liczba zamordowanych lub zmarłych w więzieniach Hutu sięgnęła prawdopodobnie około 5 tys. osób.

## Konsekwencje polityczne
Zamach stanu z 19 października 1965 zakończył się całkowitym niepowodzeniem. Spiskowcy nie tylko nie zdołali doprowadzić do obalenia monarchii i utworzenia zdominowanej przez Hutu republiki, lecz dali również pretekst kontrolowanej przez Tutsi armii do rozprawy z przywódcami politycznymi Hutu. Nowy rząd, który powstał po ucieczce Mwambutsy IV, pozostawał zdominowany przez wojsko oraz radykalnych polityków Tutsi. Funkcję premiera oraz ministra obrony sprawował kpt. Michel Micombero, podczas gdy trzej inni oficerowie objęli funkcje ministrów bezpieczeństwa, poczty i telekomunikacji oraz robót publicznych (kolejno: kpt. Damien Nkoripfa, kpt. Martin Burasekuye, por. Sylvère Sota). W składzie rządu znaleźli się również przedstawiciele JNR (Anicet Njangwa i Prime Niyongabo) oraz studenckiej organizacji UNEBA (Jean Chrysostome Mbandabonya).
W nieco dłuższej perspektywie nieudany zamach stanu przyniósł jednak kres rządów monarchicznych. 24 marca 1966 przebywający wciąż na emigracji Mwambutsa IV wyznaczył regentem swojego syna Charlesa Ndizeye oraz nadał mu specjalne uprawnienia, obejmujące m.in. koordynację i kontrolę prac rządu. 8 lipca 1966 Ndizeye z poparciem armii i biurokracji zdymisjonował premiera Bihę, zawiesił obowiązywanie konstytucji, po czym przejął pełnię władzy w państwie, wstępując na tron jako Ntare V. Kapitan Micombero, który jako szef sztabu sił zbrojnych odegrał decydującą rolę w procesie zmiany monarchy, objął stanowisko premiera i ministra obrony. Radykałowie Tutsi zaczęli jednak wkrótce optować za obaleniem monarchii i wprowadzeniem systemu republikańskiego. Stosunki między rządem a monarchą stawały się z miesiąca na miesiąc coraz bardziej napięte. Do decydującej próby sił doszło 7 listopada 1966, gdy mwami korzystając z wyjazdu najważniejszych członków rządu na szczyt OJA w Addis Ababie postanowił zdymisjonować cały gabinet. Gdy jednak udał się wraz ze swym ochroniarzem i belgijskim żandarmem do siedziby radia, aby ogłosić tę decyzję narodowi, straż grożąc bronią nie pozwoliła mu wejść do budynku. Ostateczne rozstrzygniecie nastąpiło 28 listopada 1966, gdy przebywający z oficjalną wizytą w Kongo monarcha został obalony przez wojskowy zamach stanu. Proklamowano powstanie republiki, na której czele stanął kpt. Micombero. 
Obalenie monarchii oznaczało zniknięcie ostatniego czynnika łączącego obie rywalizujące grupy etniczne. O ile na obszarach prowincjonalnych stosunki między Hutu a Tutsi wciąż układały się dość poprawnie, o tyle wojskowy reżim systematycznie ograniczał wpływy Hutu w życiu politycznym, siłach zbrojnych i administracji. We wrześniu 1969 ogłoszono zdemaskowanie spisku Hutu, mającego na celu obalenie rządu, co stało się pretekstem do przeprowadzenia kolejnej krwawej czystki. Owe wydarzenia doprowadziły do radykalizacji części elit Hutu, które uznały, że przełamanie hegemonii Tutsi będzie możliwe tylko dzięki walce zbrojnej. Jednocześnie narastał również konflikt wewnątrz obozu władzy. Uruchomiony został w ten sposób ciąg wydarzeń, które doprowadziły do masowych rzezi Hutu wiosną i latem 1972 – będących pierwszym odnotowanym przypadkiem ludobójstwa w historii postkolonialnej Afryki.